# Storena decorata
Storena decorata är en spindelart som beskrevs av Tamerlan Thorell 1895. Storena decorata ingår i släktet Storena och familjen Zodariidae.
Artens utbredningsområde är Myanmar. Inga underarter finns listade i Catalogue of Life.